# Ан дер Вин
Театр «Ан дер Вин», также «Театр ан дер Вин» (нем. Theater an der Wien — буквально «Театр на реке Вена»; в настоящее время река заключена в трубу и не видна) — музыкальный театр, расположенный в 6-м округе Вены Мариахильф. В настоящее время в театре 1179 зрительских мест, в том числе — 50 стоячих.

## История
В XVIII веке высшее общество Вены посещало театры на двух придворных сценах — театр в Хофбурге (Бургтеатр) и Кернтнертортеатр), — то до конца этого века простые горожане довольствовались представлениями, проходившими на сценах пригородов. До 1800 года большая часть пригородных сцен работала в праздничные дни, однако они, как правило, были временными. Лишь три общедоступных театра существовали на постоянной основе: Леопольдштеттер (работал с 1781 года), театр в Йозефштадте (1788) и, наконец, театр «Ан дер Вин» (1801).
К 1799 году театр Фрайхаус (или «Ауф дер Виден»), работавший с 1786 года и находящийся рядом с тем местом, где позднее будет построено здание театра Ан дер Вин, пришёл в упадок. Князь Штаремберг, владеющий зданием, не пожелал продлить для театра «Ауф дер Виден» договор о найме. Эмануэль Шиканедер, известный импресарио и директор Фрайхаус-театра, вместе с театралом Бартоломеусом Циттербатом, который уже вложил в проект 130000 гульденов, попытался возродить его, однако потерпел неудачу. Став партнёром Циттербата, Шикандер добился разрешения на постройку нового театра, которое было подписано императором Францем II 3 апреля 1800 года.
Здание нового театра было построено за тринадцать месяцев в стиле ампир по проекту архитектора Франца Йегера. Руководство труппы было доверено Эмануэлю Шиканедеру. Так как он был первым исполнителем партии Папагено в опере Вольфганга Амадея Моцарта «Волшебная флейта»; то в память об этом одни из ворот театра, Ворота Папагено (нем. Papagenotor), были украшены скульптурной группой с изображением этого персонажа с его младшими сестрами и братьями из героико-комической оперы «Лабиринт» (1798, продолжение «Волшебной флейты»). О первоначальном виде здания, значительно перестроенного в 1902 году, можно судить лишь по двум фасадам. В 1803 и 1804 годах в заднем крыле здания жил Людвиг ван Бетховен, здесь он написал свою оперу «Леонора».  
Театр открылся 13 июня 1801 года представлением оперы «Александр» Франца Тайбера. В дальнейшем театр функционировал как сцена для представления опер и балетов, а также популярных в начале XIX века пантомим. Кроме того, в начальные годы существования театра в нём давались и концерты. В частности, театр связан с именем Людвига ван Бетховена: здесь состоялись премьеры не только его единственной оперы «Фиделио» (20 ноября 1805), но и Второй (5 апреля 1803), Третьей (7 апреля 1805), Пятой и Шестой (22 декабря 1808) симфоний, скрипичного концерта (23 декабря 1806), Четвёртого фортепианного концерта (22 декабря 1808).

Зрительный зал

9 января 1808 года привилегированный Шаушпильхаус-ан-дер-Вин стал единственным венским театром, удостоившимся особой чести провести представление в рамках празднования бракосочетания императора Франца II и Марии Людовики Моденской. На исполнении оперы «Армида» Кристофа Виллибальда Глюка присутствовали молодожены и их родные.
К концу XIX века Театр ан дер Вин стал одним из главных центров развития венской оперетты. На его сцене, в частности, были впервые представлены «Летучая мышь» Иоганна Штрауса-сына (5 апреля 1874), «Нищий студент» Карла Миллёкера (6 декабря 1882), «Продавец птиц» Карла Целлера (10 января 1891), ряд произведений Леопольда Фельдмана, «Весёлая вдова» (30 декабря 1905) и «Граф Люксембург» (12 ноября 1909) Франца Легара, а 26 марта 1926 года состоялась премьера оперетты Имре Кальмана «Принцесса цирка».
После Второй мировой войны театр вплоть до 1955 года служил одной из площадок Венской государственной оперы, чьё основное здание было разбомблено и долго восстанавливалось. Затем в истории театра настали смутные времена, он чуть не был закрыт и перестроен в автостоянку.
Торжественное открытие театра «Ан-дер-Вин» в 1962 году «Волшебной флейтой» В. А. Моцарта (в постановке принимали участие замечательные певцы, оркестром руководил Г. фон Караян) ознаменовало начало нового этапа в истории театра. На его площадке отныне широко ставились (помимо опер) оперетты и мюзиклы.
С 2006 года театр вновь избрал оперу своим главным жанром и добавил к своему названию знаменательный подзаголовок Das neue Opernhaus (Новый оперный театр). В отличие от Венской оперы, у театра нет постоянной оперной труппы и постоянного оркестра (но есть постоянный хор, отдельно выступающий под брендом «Хор Арнольда Шёнберга» (нем.): солисты и оркестр меняются от одной постановки к другой. В целях конкуренции с Венской оперой в репертуаре обновлённого театра акцент сделан на сочинениях эпохи барокко (в аутентичных исполнениях) и XX—XXI веков, хотя оперы классико-романтической эпохи также ставятся.